# Boeienkoning

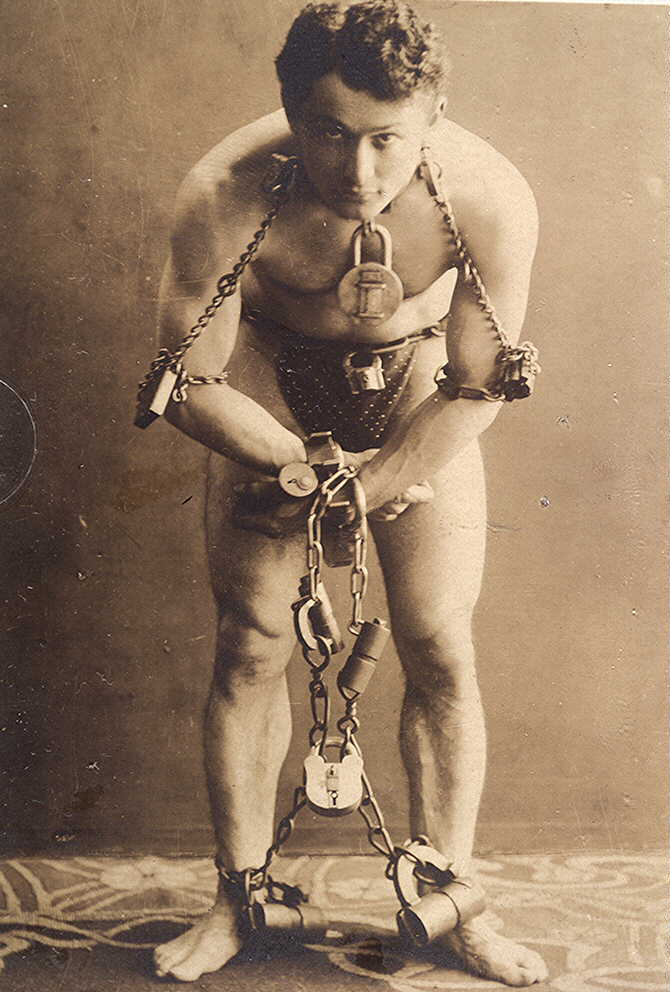
Harry Houdini, een van de beroemdste boeienkoningen

Een boeienkoning is een artiest (vaak een goochelaar) die gespecialiseerd is in spectaculaire ontsnappingen. Ze laten zich voor hun optredens bijvoorbeeld vastbinden met touwen, kettingen, hangsloten en handboeien, om hieruit vervolgens met een voor het publiek onbegrijpelijke snelheid en eenvoud weer te ontsnappen.
De eerste bekende boeienkoningen traden op op markten in de middeleeuwen. Complexe sloten bestonden nog niet. Hun trucs bestonden voornamelijk uit het inhouden van de adem en opzetten van spieren tijdens het vastbinden. Door uitademen en ontspannen kregen ze voldoende ruimte om goeddeels los te komen. Ook de keuze van het touw kon een belangrijke rol spelen. Zelfs de strakste knoop in dik stevig touw is veel eenvoudiger los te krijgen dan uit dunner, flossiger touw.
De middeleeuwse boeienkoningen moesten echter oppassen niet beschuldigd te worden van hekserij of samenspannen met de duivel. Dit waren meestal dodelijke beschuldigingen. Voorts werden ze ervan beschuldigd samen te spannen met zakkenrollers. Het is niet onwaarschijnlijk dat ze ook werkelijk de aandacht van het publiek afleidden zodat zakkenrollers vrijelijk het publiek wat lichter konden maken. Ook andere artiesten zoals goochelaars en jongleurs werden hiervan beticht.
Harry Houdini heeft aan het begin van de 20e eeuw het vak van boeienkoning tot een ware kunst verheven. Hij had een grote kennis van sloten en liet zich graag uitdagen door politie of slotenfabrikanten. Zelfs gevangenissen en kluisdeuren hielden hem niet vast. Hij was waarschijnlijk de eerste die uit een dwangbuis wist te ontsnappen en deed dat zelfs ondersteboven, hangend aan zijn voeten aan een vlaggenmast hoog boven de straten van New York.
Veel moderne illusionisten hebben iets Houdini-achtigs in hun nummers zoals ontsnappingen uit kisten, melkbussen, postzakken en handboeien. Maar in de regel zijn dit hun eigen, geprepareerde attributen, terwijl Houdini attributen liet aandragen door zijn uitdagers en liet controleren door het publiek.